# Warzone (Band)
Warzone war eine US-amerikanische Hardcore-Band, die zu den frühen Bands des New York Hardcore gerechnet wird und durch Musik, Erscheinungsbild und Haltung sowohl Skinheads als auch Punks anzog.

## Geschichte
Ray „Raybeez“ Barbieri war einer der Mitbegründer der New Yorker Hardcore-Szene. Nachdem er auf United Blood, der Debüt-EP von Agnostic Front, Schlagzeug spielte, beschloss er 1981, seine eigene Band Skinhead Youth zu gründen. 1982 gründete er schließlich Warzone mit Todd Schofield (Gitarre, später Murphy’s Law), Tommy Ratt (Gesang) und Walter Schreifels (Bass, später bei diversen Bands wie Youth of Today, Quicksand und Gorilla Biscuits). Beeinflusst von Oi!-Bands wie The Last Resort, The 4-Skins und den frühen Skrewdriver übernahm man ein Skinhead-Image. Zwischen 1982 und 1987 gab es immer wieder Line-up-Probleme. 1986 verließ Tommy Ratt die Gruppe, Barbieri übernahm von da an den Gesang.
Erst 1987 erschien die Debüt-EP Lower East Side Crew, die erste Veröffentlichung von Ray Cappos Label Revelation Records. Im gleichen Jahr erschien auch das Debütalbum Don’t Forget the Struggle, Don’t Forget the Streets (Fist Records). Bereits 1988 erschien das zweite Album Open Your Eyes, das von Dr. Know (Bad Brains) produziert wurde. Das Line-up bestand nun neben Barbieri aus den beiden Gitarristen Paul Canade und Jay Vento („Crazy Jay Skin“), dem Schlagzeuger Erik Komst („E.K.“) und John „Omen“ Ullman am Bass.
Mit dem selbstbetitelten dritten Album 1989 nahm Warzone Metal-Einflüsse in ihre Musik auf. Das Album floppte jedoch, zu gravierend waren für viele Fans die Veränderungen im Stil. Nach einer kurzen Auszeit Anfang der 1990er-Jahre unterschrieb die Band bei Victory Records. 1994 erschien das Album Old School to New School. Das Coveralbum versammelte Lieder von Weggefährten wie Cause for Alarm und Youth of Today. 1995 erschien eine Split-CD mit Cause for Alarm. Mittlerweile bestand das Line-up aus Barbieri, Todd Schofield (Gitarre), Brian Goss (Gitarre), Todd Hamilton (Bass) und Vinny Value (Schlagzeug). Es folgte mit Lower East Side eine Neueinspielung der ersten EP mit J-Sin als alleinigem Gitarristen. 1997 erschien das Album The Sound of Revolution, produziert von Dr. Know.
Ray „Raybeez“ Barbieri, das einzige dauerhafte Mitglied der Band, erlag am 11. September 1997 im Alter von 35 Jahren den Folgen einer Lungenentzündung. Dies besiegelte das Ende der Band. Posthum erschien das bereits vor seinem Tod fertiggestellte Album Fight for Justice.
Im Oktober 2017 traten diverse Größen der New-York-Hardcore-Szene, unter anderem Walter Schreifels, Madball-Sänger Freddy Cricien und Lou Koller und Craig Setari von Sick of It All, im Rahmen eines Konzerts zu Ehren von Warzone im New Yorker Tompkins Square Park auf und spielten in wechselnden Besetzungen Stücke der Band.

## Stil
Der Hardcore-Sound von Warzone ist vom Oi!, traditionellem Punkrock und, insbesondere auf den späteren Alben, Metal beeinflusst. Warzone gilt als eine der einflussreichsten Bands des New York Hardcore, die wie kaum eine andere diesen Stil verkörperte. Obwohl Warzone nie eine reine Straight-Edge-Band war, hatte sie auch auf diese Szene einen gewissen Einfluss. So trat Warzone mit zahlreichen Straight-Edge-Bands auf, Barbieri unterstützte die Szene rund um das CBGBs und schrieb einige Lieder über die Bewegung (Throw Me a Line, Free at Last).
Wie die New Yorker Hardcore-Band Agnostic Front bemühte sich Barbieri nicht nur um den Zusammenhalt in der Hardcore- und Skinhead-Szene, sondern animierte zudem Frauen und Mädchen, in der männerdominierten Hardcore-Punk-Szene aktiv zu werden (z. B. mit ""Brother and Sisterhood").

## Kontroverse
Trotz eindeutiger Texte wie War Between Races, der sich ganz klar gegen rassistische Vorurteile richtet, standen Warzone aufgrund einiger anderer Texte (The American Movement) und Symbolen wie dem Eisernen Kreuz in der Kritik der linken Szene. In Deutschland wurde die Gruppe hauptsächlich wegen eines 1988 gegebenen Interviews im ZAP kritisiert. In dem Interview habe sich Ray „Raybeez“ Barbieri negativ gegenüber Kommunisten und SHARP geäußert und darüber hinaus Sympathie für die „White-Power“-Bewegung bekundet. Über ein Konzert, welches 1995 im Berliner SO36 stattfand, wurde in der antifaschistischen Szene seinerzeit breit diskutiert. Dabei wurden aus dem Zusammenhang gerissene Zitate aus dem besagten ZAP-Interview verwendet. Barbieri verwies in diesem Zusammenhang in einem Interview auf die Zusammenarbeit der Band mit den Bad Brains, eine aus schwarzen Musikern bestehende Hardcore- und Reggae-Band.

„Was passierte war, daß bestimmte Leute 'PC's' (sic) Gerüchte verbreiteten, daß wir White-Power-Nazis wären, was wirklich absolut dumm ist.[…] Also ich kann ja wohl schlecht White Power sein und ständig mit den Bad Brains zusammen rumhängen. Sie machten dieses Poster für die I Against I (Anm.: 1986er Album von Bad Brains); ich bin der einzige Skinhead auf diesem Poster, der auf der Bühne arbeitet.“

## Diskografie

### Alben
- 1988: Don’t Forget the Struggle, Don’t Forget the Streets
- 1989: Open Your Eyes
- 1990: Warzone
- 1994: Old School to New School (Victory)
- 1996: The Sound of Revolution
- 1997: Fight for Justice

### EPs und Singles
- 1987: Lower East Side (EP)
- 1993: Live at CBGB's (Live-EP)

### Sonstiges
- 1995: Punk Rock, Oi!, Hardcore and You (Split-10’’ mit Cause for Alarm)
- 1997: Skinhead Youth – Live in N.Y. 23. April 1997 (Live-Bootleg)
- 1998: The Victory Years (Kompilation)